# Vjetrovi na Jadranu
Vjetar je pretežno vodoravno strujanje zraka, relativno prema Zemljinoj površini, određeno smjerom (stranom svijeta odakle vjetar puše) i brzinom, odnosno jakošću. Na hrvatskoj obali Jadrana razlikujemo tri karakteristična tipa vremena koje diktiraju predominantni vjetrovi:
- Vrijeme južnih vjetrova, s toplim i vlažnim vjetrovima koji dolaze s južne strane ruže vjetrova a to su jugo, oštro i lebić,
- vrijeme sjevernih vjetrova, s hladnim i suhim vjetrovima koji dolaze iz pravca sjevera i istoka (tramontana, bura, ponekad i levanat),
- Stabilno ljetno vrijeme u kojem se mjenjaju Maestral tokom kasnog prijepodneva i popodneva i burinom tijekom noći.

Pored navedenih vjetrova postoji još cijeli niz drugih vjetrova a mnogi, osobito lokalni vjetrovi imaju svoja lokalna imena, od kojih su se neka kod nas sačuvala od davnine. Općenito je prihvaćeno da postoji osam osnovnih vjetrova na Jadranu koji su prikazani na ruži vjetrova. Počevši sa sjevera u smjeru kazaljke na satu vjetrovi na ruži vjetrova su: tramontana, bura, levanat, široko, oštro, lebić, pulenat i maestral. Najjači vjetrovi u Hrvatskoj su bura koja puše s kopna prema moru, iz pravca sjeveroistoka i jugo koje puše iz smjera jugoistoka, juga i jugozapada. Luke na istočnoj obali Jadrana su većinom zaštićene od ova dva vjetra, naročito na lebić.

## Sjeverni vjetrovi
Sjeverni vjetrovi na Jadranu dolaze s planina obalnog pojasa i nose hladan, suh zrak, te su vrlo neugodni.  To su tramontana, bura, ponekad i levanat. Karakteristika sjevernih vjetrova su mahovitost (puše na udare ili „refule“), te jačina i izostanak padalina. U ove vjetrove spada i burin ili kopnenjak (prema mlet. tal. borin, deminutiv od bora: bura), slab ljetni vjetar koji puše noću i u prvom dijelu jutra od kopna prema moru u sustavu obalnoga kruženja zraka. Posljedica je bržeg hlađenja kopna, što uzrokuje da prizemni sloj zraka nad kopnom postane hladniji nego nad morem.

## Južni vjetrovi
Jedan od dva dominantna smjera puhanja vjetra na Jadranu je južni. Južni vjetrovi često se jednim imenom nazivaju Jugo. U južne vjetrove spadaju tri vjetra i to široko, oštro i lebić. Jugo je karakterističan vjetar na Jadranu jugoistočnoga do južnoga smjera, koji puše uglavnom ravnomjerno brzinom od 6 do 11 m/s, no katkad doseže i orkansku jačinu od 30 m/s. Čvrsta granica između juga i oštra se uglavnom ne može točno odrediti. Na većem dijelu naše obale kada se govori o jugu, tada se misli o vjetru koji puše iz smjera jugoistok. To je uvjetovano položajem našeg mora i planina u zaleđu, te sinoptičke situacije koja dodatno pogoduje jugoistočnom strujanju. Analogno navedenome, ponekad se i lebić smatra kao posljednjom i najjačom fazom juga, iako se izvori o ovome ne slažu. Jugo uzrokuje valove koji "valjaju" i na plovilu se teže podnose od valova po buri.
Postoje dvije vrste juga:
- Ciklonalno jugo (tamno jugo), praćeno niskim tamnosivim oblacima, visokom vlagom, obilnom kišom, a ponekad i grmljavinom.
- Anticiklonalno jugo (suho jugo) praćeno sunčanim vremenom ili malom naoblakom, ali bez vrućine i sparine.

## Ostali vjetrovi na Jadranu
Pored sjevernih i južnih vjetrova postoje i drugi vjetrovi koji ne spadaju u ove dvije skupine. Od glavnih vjetrova na ruži su oni koji dolaze sa zapadne strane; maestral i pulenat. Pored njih u ove vjetrove spada cijela skupina manje poznatih lokalnih i rjeđih vjetrova ili njihovih sinonima kao što su grego, gregolevanat, furijal, japrk, garbin, zmorac, kopnenjak, itd. 
Zmorac' ili smorac je slabi ljetni dnevni vjetar koji puše s mora na kopno u sustavu obalnoga kruženja zraka. Nastaje kada je najniži sloj zraka iznad mora hladniji od zraka nad kopnom. Na istočnoj obali Jadrana pojavljuje se poglavito u neporemećenim vremenskim uvjetima, i to ondje gdje otoci ne smetaju njegovu razvoju. Počinje kao slab jugoistočni vjetar u prijepodnevnim satima, zatim skreće na jug te jugozapad i predvečer se stišava kao sjeverozapadnjak. Najjači je u rano poslijepodne kada je temperaturna razlika kopna i mora najveća, te donosi osvježenje. Često ga se miješa s maestralom.

## Zanimljivosti
Godine 1988. u Dubrovačkoj zračnoj luci izmjerena je vrijednost od 44,3 m/s (159,5 km/h), na Marjanu je 1994. izmjerena brzina bure od 48,5 m/s (174,6 km/h), u Novalji 1995. je izmjereno 39,9 m/s (143,9 km/h). Godine 1996. na Krčkom mostu izmjereno je 58,9 m/s (212 km/h), a 2002. u Makarskoj je zabilježeno 49,9 m/s (179,6 km/h). Najsnažniji udar bure u Hrvatskoj, izmjeren je 24. prosinca 2003., na autocesti A1, između tunela Sveti Rok i Maslenice, na vijaduktu Božići, jedan od rijetkih instrumenata za mjerenje brzine vjetra koji je uopće uspio neoštećen izdržati nalete vjetra, zabilježio je tada brzinu od 307 km/h, što je najveća ikad izmjerena brzina vjetra u Hrvatskoj. Zbog toga što taj mjerni instrument nije bio predviđen za tolike iznose (radi se o instrumentu tvrtke "VAISALA" Wind Set WA15), podatak se ne uzima kao službeni te kao službeno najjači udar vjetra iz NNE smjera u Hrvatskoj i dalje vrijedi onaj od 21. prosinca 1998. s Masleničkog mosta od 248 km/h (69,0 m/s).
Uz pojam vjetra veže se i pojam nevera koji označava nevrijeme, odnosno vrijeme vrlo loše za boravak na moru. Za plovila su opasni i iznenadni neverini (kako i ime govori, manje i kraće nevere) koji kratkotrajno mogu dići neugodno visoke valove.